# 杨英灿
楊英燦（1768年—1827年），字文叔，一字蘿裳，江蘇金匱縣人。清代官員。
楊鴻觀三子，楊芳燦、楊揆之弟，然才華有所不及。國子生。授官四川安縣知縣，興建義倉以備凶年。調成都，擢拔為松蕃同知，卒於任上。有子楊廷錫，孫女杨蕴辉嫁福建军董敬箴。余獻璋是英燦第三女婿，生一鼇。